# Grosse Isle (groupe de musique)
Pour les articles homonymes, voir Grosse-Île.
Grosse Isle est un trio de musique traditionnelle québécois formé en 2008. Le trio est composé de l'irlandais Fiachra O'Regan (Uilleann pipes, banjo, tin whistle, bouzouki et voix), et des québécois Sophie Lavoie (violon, piano, voix, podorythmie) et François-Félix Roy (guitare, podorythmie, voix).

## Historique
Grosse Isle prend son origine en 2008 avec le duo et couple Sophie & Fiachra, composé de la violoneuse et pianiste jeannoise Sophie Lavoie et du multi-instrumentiste Fiachra O'Regan, originaire du Connemara en Irlande.
En plus d'être formée en piano classique, Sophie Lavoie commence sa pratique comme violoneuse avec le groupe l'Attisée, basé au Lac-Saint-Jean. Quant à Fiachra O'Regan, il commence la musique traditionnelle irlandaise dès l'âge de onze ans au tin whistle, pour ensuite apprend le banjo et la cornemuse. Il a été couronné champion d'Irlande en cornemuse (catégories Uilleann pipes et Uilleann pipes - slow air) et en tin whistle (catégorie slow air, en 2006) et s'est notamment produit avec le groupe irlandais The Chieftains.
Après la rencontre des deux musiciens en Irlande à l'occasion du Clifden Arts Week, un des plus importants festivals d'arts traditionnels en Irlande, Sophie Lavoie et Fiachra O'Regan commencent à se produire en duo sous le nom de Sophie & Fiachra et sortent un disque en 2010. Le duo devient un trio et commence à travailler avec le guitariste Michael McCague, après quoi il adopte le nom de Fásta (qui peut se traduire par « mature » en gaélique irlandais). Ils sortent un premier album intitulé Rewind en 2014. Un deuxième album en trio intitulé Un canadien errant paraît en 2016, avec cette fois le musicien André Marchand (La Bottine souriante, Les Charbonniers de l'enfer) à la guitare. Le groupe y reprend notamment la complainte éponyme d'Antoine Gérin-Lajoie, en plus de chansons et d'airs instrumentaux du Québec et de l'Irlande. Un troisième album en trio suit avec Portraits, qui paraît en 2019.
À l'occasion de la sortie de son quatrième album Le bonhomme sept heures / The Bonesetter, le trio adopte le nom « Grosse Isle », en référence à l'île du même nom à l'entrée du golfe du Saint-Laurent où les irlandais faisaient quarantaine alors qu'ils fuyaient la Grande famine irlandaise pour partir vivre en Amérique. Depuis sa fondation, le groupe s'est produit à travers l'Europe, l'Amérique et au-delà ainsi que dans des contextes variés au Québec, du Festival Mémoire et Racines au Festival du nouveau cinéma de Montréal en passant par le Domaine Forget. Depuis 2024, André Marchand est remplacé par François-Félix Roy à la guitare et la podorythmie.
Le groupe sort son cinquième album, Homérique, le 7 mars 2025. L'album tourne autour de personnages mythiques d'Irlande et du Canada, parmi lesquels Grace O'Malley, Louis Cyr, la Dame blanche ou encore Louis Riel. Plusieurs des chansons d'inspiration traditionnelle sont composées par Sophie Lavoie. L'album comporte des chansons en anglais, en irlandais et en français,.
Les membres du trio mènent en parallèle des projets solo de diverses natures. Sophie Lavoie sort en 2023 un album solo intitulé Bleu bleu, composé de pièces instrumentales et de chansons originales en plus d'avoir mené différents projets de recherche en tant qu'ethnomusicologue dont une maîtrise à l'Université de Montréal portant sur le style et le répertoire des violoneux du Saguenay–Lac-Saint-Jean. Fiachra O'Regan a publié deux albums principalement composés d'airs pour cornemuse irlandaise seule : Aisling Gheal en 2008 et Na Beanna Beola en 2023. François-Félix Roy sort quant à lui un album solo intitulé Peines perdues en 2023.

## Formation

### Membres
Grosse Isle est composé de :
- Fiachra O'Regan (Uilleann pipes, banjo, whistle, bouzouki et voix)
- Sophie Lavoie (violon, piano, voix, podorythmie)
- François-Félix Roy (guitare, podorythmie, voix)

### Anciens membres
- André Marchand (guitare, podorythmie, voix)
- Michael McCague (guitare, bouzouki)

## Distinctions

### Nominations auGala de l'Adisq
- 2016 : Album de l'année - traditionnel pour Un canadien errant[18]
- 2019 : Album de l'année - traditionnel pour Portraits[19]

### Nominations auxPrix de musique folk canadienne
- 2017 : Chanteuse de l'année - traditionnel pour Sophie Lavoie
- 2020 : Chanteuse de l'année - traditionnel pour Sophie Lavoie
- 2022 : Album de l'année - traditionnel pour Le Bonhomme sept heures/The Bonesetter
- 2022 : Chanteuse de l'année - traditionnel pour Sophie Lavoie

### Nomination auxGAMIQ
- 2021 : Album Trad pour Le Bonhomme sept heures/The Bonesetter